# 奥沙茨
奥沙茨（德語：Oschatz，發音：[ˈoːʃats] ⓘ）是德国萨克森州北萨克森县的城市，曾是奥沙茨县的县治，面积55.44平方千米，2023年12月31日人口为14,089人。

## 友好城市
奥沙茨与以下城市结为友好城市：
- 德国 布隆贝格
- 德国 菲尔德施塔特
- 波蘭 格但斯克舊城
- 捷克 特热比奇
- 法國 韦尼雪